# Pachydactylus scutatus
Espèce
Synonymes
- Pachydactylus angolensis Loveridge, 1944

Pachydactylus scutatus est une espèce de geckos de la famille des Gekkonidae.

## Répartition
Cette espèce se rencontre en Angola, en Namibie et en Afrique du Sud.

## Liste des sous-espèces
Selon The Reptile Database (19 octobre 2012) :
- Pachydactylus scutatus angolensis Loveridge, 1944
- Pachydactylus scutatus scutatus Hewitt, 1927

## Publications originales
- Hewitt, 1927 : Further descriptions of reptiles and batrachians from South Africa. Record of the Albany Museum, Grahamstown, vol. 3, p. 371-415.
- Loveridge, 1944 : New geckos of the genera Afroedura, new genus, and Pachydactylus from Angola. American Museum Novitates, n. 1254, p. 1-4 (texte intégral).